# Andy Hurley
Andrew John Hurley (ur. 31 maja 1980 w Milwaukee) – amerykański perkusista, obecnie muzyk zespołu Fall Out Boy i The Damned Things. Poprzednio występował w zespole Project Rocket.